# Wilhelm II. (Nevers)

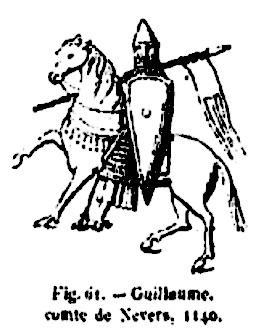
Karikatur zu Nevers

Wilhelm II. (Guillaume) († 20. August 1148) war ein Graf von Nevers, Auxerre und Tonnerre aus dem Haus Monceaux. Er war ein Sohn von Graf Rainald II. von Nevers und dessen zweiter Ehefrau, Agnes von Beaugency.

## Leben
Wilhelm führte auf dem Kreuzzug von 1101 ein eigenes Kontingent in den Osten, begleitet von seinem jüngeren Bruder, Robert. Nach einem Marsch durch Italien setzte er von Brindisi nach Romanien (Balkan) über. Er erreichte Konstantinopel kurz nachdem die Grafen Stephan von Blois und Stephan von Burgund mit ihrem Lombardenheer nach Kleinasien übergesetzt waren. In der Absicht, zu ihnen aufzuschließen, setzte er seinen Marsch eilig fort, nur um dabei von den Herzögen Wilhelm IX. von Aquitanien und Welf IV. von Bayern verpasst zu werden, die ihrerseits in Konstantinopel eingetroffen waren. Wilhelm verlor die Spur der ihm vorausmarschierenden Stephane in Ankara und entschloss sich deshalb gegen Konya zu wenden. Eine Eroberung der Stadt scheiterte, worauf er weiter in Richtung Kilikien zog. Bei Herakleia geriet er im August 1101 in einen Hinterhalt der Seldschuken unter Kilij Arslan I., die sein Heer vollständig aufrieben. Nur Wilhelm und wenige Getreue konnten lebend vom Schlachtfeld nach Tarsus fliehen, während sein Bruder vermutlich zu den Gefallenen zählte. Von Tarsus aus erreichte er wenige Wochen später das sichere Antiochia. In Wilhelms Heer zog vermutlich auch sein Schwager Joscelin von Courtenay mit, der spätere Graf von Edessa.
Wieder in die französische Heimat zurückgekehrt unterstützte Wilhelm König Ludwig VI. den Dicken im Kampf gegen die Barone. Nachdem er 1115 beim Kampf gegen Thomas von Marle teilgenommen hatte, wurde er auf seinem Weg nach Nevers von Graf Theobald II. von Champagne (Theobald IV. von Blois) gefangen genommen. Erst 1119 wurde er wieder freigelassen. 1124 schloss sich Wilhelm dem königlichen Heer an, das bis nach Lothringen gegen Kaiser Heinrich V. zog. 1126 unterstützte er den Feldzug des Königs in die Auvergne.
1146 übergab Wilhelm seinen Besitz seinem ältesten Sohn und trat als Mönch in das Kloster La Grande Chartreuse ein, wo er starb.
Er war verheiratet mit Adelheid, über die nichts weiter bekannt ist. Ihre Kinder waren:
- Wilhelm III. († 21. November 1161)
- Rainald (X 1148), Graf von Tonnerre
- Anna, ⚭ mit Wilhelm VIII., Graf von Auvergne